# تالسينت المركز (تالسينت)
تالسينت المركز هي إحدى مشيخات المملكة المغربية، تتبع جغرافيا لإقليم فكيك وإداريًا لتالسينت. يقدر عدد سكانها بـ 941 نسمة حسب الإحصاء الرسمي للسكان والسكنى لسنة 2004.